# Днепровский сельский совет (Вольнянский район)
Днепровский сельский совет (укр. Дніпровська сільська рада) — входит в состав
Вольнянского района
Запорожской области
Украины.
Административный центр сельского совета находится в 
с. Днепровка.

## Населённые пункты совета
- с. Днепровка
- с. Орловское
- с. Перун
- с. Петро-Свистуново
- с. Тарасовка
- с. Ясиноватое